# Siège (film, 1983)
Pour les articles homonymes, voir Siège.
Pour plus de détails, voir Fiche technique et Distribution.
Siège (Self Defense) est un film canadien réalisé par Paul Donovan et Maura O'Connell, sorti en 1983.

## Synopsis
Lors d'une grève de la police, un groupuscule tente d'imposer de nouvelles règles aux habitants d'Halifax (Nouvelle-Écosse). Ils tentent d'effrayer des gays et des lesbiennes dans un bar, mais ils tuent accidentellement le propriétaire de l'établissement, et le leader du groupe décide d'exécuter tous les témoins du drame. Cependant un homme réussit à échapper à l'hécatombe et se réfugie dans un quartier résidentiel...

## Fiche technique
- Titre français : Siège
- Titre original : Self Defense
- Réalisation : Paul Donovan & Maura O'Connell
- Scénario : Paul Donovan
- Musique : Peter Jermyn & Drew King
- Photographie : Les Krizsan
- Montage : Ian McBride
- Production : Michael Donovan (en), Paul Donovan, Maura O'Connell & John Walsch
- Société de production : Salter Street Films International
- Société de distribution : Norstar Releasing
- Pays :  Canada
- Langue : Anglais
- Format : Couleur - Mono - 35 mm
- Genre : Policier, drame et thriller
- Durée : 84 min

## Distribution
- Tom Nardini : Horatio
- Brenda Bazinet : Barbara
- Darel Haeny : Chester
- Terry-David Després : Daniel
- Jack Blum : Patrick
- Jeff Pustil : Goose
- Doug Lennox : Cabe
- Keith Knight : Steve
- Fred Wadden : Ian
- Gary Dempster : Lloyd
- Dennis O'Connor : Clark
- Richard Collins (en) : Rosie
- Dug Rotstein : Le barman